# 아시아나아이디티
아시아나IDT(아시아나아이디티, Asiana IDT Inc.)는 한진그룹 계열의 IT서비스 기업으로 주 사업영역은 시스템통합서비스 (SI), IT아웃소싱 (ITO), 네트워크통합 (NI), 솔루션개발, 컨설팅 등을 포함한다. 아시아나IDT의 전신은 1991년 9월 세워진 아시아나애바카스정보(주)이며, 2003년 2월 1일 아시아나항공 정보통신사업부와 CRS사업을 통합하여 아시아나IDT(주)로 설립되었다. 본사는 대한민국 서울특별시 종로구 우정국로 26 센트로폴리스 A동 23, 25층에 위치하고 있으며, 데이터센터는 서울특별시 강서구 오쇠동 아시아나타운 내에 있다.

항공 및 공항 분야에서는 RFID 항공수하물관리시스템 / 공용여객처리시스템(CUPPS) / 셀프체크인시스템(CUSS) / 운항정보시스템(FIDS), 제조 분야에서는 공장에너지관리솔루션(FEMS) / 생산관리솔루션(MES) / 자동창고관리시스템(WMS) / RFID 태그 생산이력관리시스템 등, 건설 분야에서는 ITS, IBS, 홈네트워크(Home Network) 등 분야를 운영하고 있다. 금융분야에서는 공정가치평가 (ProIFRS/V), 작업 스케줄러 (Job Scheduler), 자금세탁방지 (ProAML), 자산부채관리 (Easy-ALM) 등을 운영한다. 2024년 12월 아시아나항공의 대한항공 편입으로 한진그룹 계열이 되었다.

## 연혁
- 1973 2월 금호그룹 전산업무 개시
- 1988 7월 아시아나항공 IDC 구축
- 1994 11월 금호그룹 전산실 아시아나항공으로 통합
- 1996 6월 중국법인 설립(연길)
- 2003 2월 아시아나항공 정보통신사업부와 아시아나트레블포탈(주)을 통합하여 아시아나IDT(주) 설립
- 2018 11월 유가증권시장 상장
- 2024년 12월 한진그룹으로 편입